# Karabylu, Nagamangala
Karabylu là một làng thuộc tehsil Nagamangala, huyện Mandya, bang Karnataka, Ấn Độ.